# Android 12
Android 12 este a 12-a versiune majoră și a 19-a versiune a Android, sistemul de operare dezvoltat de Open Handset Alliance condusă de Google. Prima versiune beta a fost lansată pe 18 mai 2021. Android 12 a fost lansat public pe 4 octombrie 2021, prin Android Open Source Project (AOSP) și a fost lansat pe dispozitivele Google Pixel compatibile pe 19 octombrie 2021.
Din iulie 2023, Android 12 a fost a doua cea mai utilizată versiune de Android, cu 20,6% dintre dispozitive. Primele telefoane care au avut Android 12 au fost Google Pixel 6 și 6 Pro.